# NGC 1671
NGC 1671 é uma galáxia lenticular (S0) localizada na direcção da constelação de Orion. Possui uma declinação de +00° 15' 12" e uma ascensão recta de 4 horas, 49 minutos e 33,8 segundos.
A galáxia NGC 1671 foi descoberta em 2 de Outubro de 1886 por Lewis A. Swift.